# San Cristóbal Lachirioag
San Cristóbal Lachirioag là một đô thị thuộc bang Oaxaca, México. Năm 2005, dân số của đô thị này là 1130 người.